# 看上去很美
《看上去很美》（英語：Little Red Flowers）是一部於2006年3月18日在中国大陸上映的電影，由张元导演，根据王朔同名小说改编。
影片由北京世纪喜讯文化发展有限公司和意大利的Downtown Picture联合出品。讲述3岁男孩方枪枪的成长故事，从孩子的视角看大人的世界，折射出了一些社会问题。
本作是继2003年《我爱你》之后张元第二部改编自王朔小说的电影作品。

## 故事情节
由于爸爸工作的原因，虽然很不情愿，但从小和奶奶一起生活的方枪枪还是被爸爸送到了一所有几百名小朋友的幼儿园里。幼儿园里的老师看起来挺和蔼可亲的。
在幼儿园的第一天李老师在方枪枪不知道的情况下剪掉了方枪枪的小辫子，方枪枪因不想剪头发而被李老师命令所有的小朋友抓住它。在“我这是为你好”的劝导之下把方枪枪其余的头发都剪短了。这个幼儿园里有一个制度，就是给听话的孩子发小红花，班里有一个的光荣榜上贴小朋友们的小红花，每天统计一次。每天总共有5朵小红花，分别是不尿床、自己穿衣服、上厕所、洗手、不讲话。班里的各项评比都会与小红花挂钩。
方枪枪最初还为小红花而努力，但李老师就是不喜欢他。不会穿脱衣服的他被老师让在全部小朋友面前练习脱衣服，最后他被全班的小朋友还有幼儿园的阿姨们嘲笑，还紧张的尿了裤子。有一次方枪枪捡到了一朵小红花想要送给南燕，因为南燕被老师扣了一朵小红花，不过南燕拒绝了。班里的一个小朋友因为父亲是部长而得到了小红花，也终于让方枪枪也得到了属于自己的第一朵花，这让方枪枪感觉到凭自己的努力得不到小红花。他梦到李老师和幼儿园其他的老师还有园长都围着他，院长说：“方枪枪，你还真是个人物儿啊”然后便和其他老师们开始不停的笑，他也一起笑，越笑越表情越紧张，然后他吓哭了。
他联合幼儿园里的小朋友说李老师是屁股上长尾巴的吃小孩的魔鬼，想要在晚上睡觉时把李老师绑了起来，不过最终还是失败了。方枪枪开始变得叛逆，开始不再在乎小红花了。开始捣乱、开始欺负小朋友。有一次欺负完别的小朋友以后唐老师让他道歉，他反而骂了“操你妈”。园长当面来劝导方枪枪，说幼儿园其实是一生中最幸福的时光了，但转脸就告诉李老师要把方枪枪孤立起来，不许别的小朋友与他接触。
方枪枪被孤立以后，渴望的到同伴们的关注，可无论他做什么别的小朋友都不理他，甚至不屑于嘲笑他。方枪枪独自跑出了幼儿园，穿过敬老院，他来到了外面的世界，他以为这里没有小红花。可是他却看到街上敲锣打鼓的人，每个人身上都绑着更大更鲜艳的红花。
在影片结束的时候，方枪枪孤零零地走到了幼儿园红色高墙旁一块石头前趴在上面睡着了，也许他会梦见一个没有小红花的世界。

## 演员

### 主要角色
| 演員姓名 | 角色名稱 | 介紹 | 備註         |
| 董博文   | 方枪枪   | 方枪枪是一个插班进入幼儿园的孩子，一进入幼儿园就被老师剪掉了他的辫子。最初他不适应幼儿园的制度，进步总是比较慢，但还试图为得到老师的「小红花」而不断努力，然而却总也得不到李老师的喜爱。直到一次因为汪若海的父亲是后勤部副部长的缘故，汪若海得到更多小红花，还顺带让方枪枪也得到了一朵，使方枪枪对小红花的态度产生改变。 |              |
| 宁元元   | 陈南燕   | 开始曾和北燕一起吧方枪枪骗到了高高的窗台上，让他下不来，不过后来和方枪枪成为好朋友。有次上音乐课时，因为方枪枪放屁的缘故，两人都被要求去上厕所。但方枪枪却带着南燕离开了幼儿园，去幼儿园隔壁的敬老院里玩了。 | 导演的女儿。 |
| 陈曼媛   | 陈北燕   | 幼儿园的小朋友，南燕的姐妹。有一次在和方枪枪玩打针游戏的时候脱她的裤子，被李老师发现了，李老师骂方枪枪足流氓，並告诉北燕以后不能给男孩子脱她的裤子 |              |
| 赵瑞     | 李老师   | 方枪枪的班主任，对方枪枪比较严格，教育孩子的方法不妥当。 |              |
| 李昕芸   | 唐老师   | 幼儿园里比较年轻的老师，对孩子们的态度比较好。在让方枪枪给一个小女孩道歉时被方枪枪骂了一句“操你妈”。 |              |

1. ↑  演员表上是曾用名李晓枫。

### 其他角色
| 演員姓名                                 | 角色名稱 | 介紹 |
| 陈励                                     | 孔园长   | 幼儿园园长。 |
| 赵嘉珩                                   | 汪若海   | 班里比较调皮的孩子，在老师发现他父亲是后勤部副部长后对他的态度有了些许改观，并得到了更多的小红花，还顺带让方枪枪得到了第一朵小红花。 |
| 付英                                     | 汪部长   | 汪若海的父亲，是该幼儿园上属机构的后勤部副部长。                                                                                     |
| 王紫叶                                   | 毛毛     | 方枪枪的同学。被方枪枪和别的小朋友欺负过，并且方枪枪拒绝道歉且骂了老师。                                                             |
| 北京小红帽艺术幼儿园大中班教师及全体幼儿 |          | |

## 制作
早在拍摄过年回家的时候，张元就已经想拍这一部电影了，可是一直找不到好的切入点。后来小说的改编剧本得到了原著人王朔的肯定。虽然影片内的主角都是儿童，但这并不是一部儿童片，而是一部针对成年人的电影。

### 选角
先是副导演们在北京的幼儿园展开地毯式的搜寻拍下合适的人选，带回剧组做进一步甄选。然后对候选者进行面试。最终选中选影片中的男主角方枪枪的董博文，是从数千名候选者中选出来的。导演张元表示时年5岁半的董博文和王朔神似。虽然是第一次演戏不过董博文很有表演天赋。另外，扮演南燕的小女孩就是张元的女儿宁元元。

### 拍摄地点
开始计划直接在北京的幼儿园里拍摄，但最终还是放弃了，这部片子的外景在太庙拍摄，就是片子中看到的红色高墙大院。内景部分则在八一厂拍摄。

## 其他

### 镜头
影片中的许多镜头都有着强烈的象征性。例如，李老师要给方枪枪剪头发的时候，在幼儿园的楼道里给了那把剪刀一个特写镜头。让人看了有种不寒而栗的压抑感。还有，陈南燕和方枪枪跑出幼儿园的高墙到外面的敬老院玩时，敬老院的绿草地和幼儿园的红墙形成了鲜明的对比。

### 小红花
这部片子还有一个名字叫做小红花。小红花在影片中是地位的象征，它将幼儿划分成不同的等级，也成为了老师控制孩子们的工具也成为了老师贴在孩子们身上无形的标签。如，在唐老师说每周得到35朵小红花的小朋友下周可以当班长时，方枪枪便开始幻象着自己也得到了5朵小红花的场景。影片中多处的台词也反映了幼儿园中荒谬的制度。
有人认为小红花并没有错，小红花评比的制度能够锻炼幼儿的各项品格。是对小红花的错误认识和对孩子出现的一些行为不够重视不够关注才导致了方枪枪的叛逆行为。

## 所获奖项
| 年份 | 獎                   | 獎項               | 得獎者     | 結果 |
| ---- | -------------------- | ------------------ | ---------- | ---- |
| 2006 | 第56届柏林国际电影节 | 杰出电影艺术创新奖 | 看上去很美 | 獲獎 |
| 2006 | 阿尔巴国际电影节     | 最佳导演奖         | 看上去很美 | 獲獎 |
| 2006 | 第43届金马奖         | 最佳改编剧本       | 看上去很美 | 獲獎 |

## 外部連結
- 互联网电影数据库（IMDb）上《Little Red Flowers》的资料（英文）
- AllMovie上《Little Red Flowers》的资料（英文）
- 爛番茄上《Little Red Flowers》的資料（英文）
- Fortissimo Films official site for Little Red Flowers